# Serhij Osowycz
Serhij Osowycz, ukr. Сергі́й Осо́вич (ur. 16 grudnia 1973) – ukraiński lekkoatleta, sprinter, od 2003 reprezentujący Austrię.

## Osiągnięcia
- srebrny medal Mistrzostw Europy w Lekkoatletyce (sztafeta 4 × 100 m Helsinki 1994), podczas tej imprezy Osowycz zajął 4. miejsce w biegu na 200 metrów
- 4. miejsce na igrzyskach olimpijskich (sztafeta 4 × 100 m Atlanta 1996)
- złoto Halowych Mistrzostw Europy (bieg na 200 m Walencja 1998)

## Rekordy życiowe
- bieg na 100 m – 10.09 (1996)
- bieg na 200 m – 20.40 (1996 & 1999)
- bieg na 50 m (hala) – 5.71 (1996) rekord Ukrainy
- bieg na 60 m (hala) – 6.58 (1998)
- bieg na 200 m (hala) – 20.40 (1998) rekord Ukrainy, 3. wynik w historii europejskiej lekkoatletyki

W 1996 w Madrycie Osowycz razem z kolegami z reprezentacji ustanowili do dziś aktualny rekord Ukrainy w sztafecie 4 × 100 metrów – 38.53.